# سلیشته (ترستنیک)
سلیشته (به صربی: Selište) یک منطقهٔ مسکونی در صربستان است که در Trstenik واقع شده‌است. سلیشته ۹۲۸ نفر جمعیت دارد.